# Tanacetum daghestanicum
Tanacetum daghestanicum — вид рослин з роду пижмо (Tanacetum) й родини айстрових (Asteraceae); поширений на Північному Кавказі й у Грузії.

## Опис
Напівкущик розлогий, ароматичний, заввишки 4–7 см. Листки залозисті. Прикореневі листки яйцювато-довгасті, на ніжках, 2–3-перисторозсічені; сегменти маленькі, яйцювато-довгасті, тупі. Стеблові листки сидячі та дрібніші. Квіткові голови поодинокі, великі. Язичкові квітки жовті.

## Середовище проживання
Поширений на Північному Кавказі (Росія) і в Грузії. Населяє трав'янисті й кам'янисті місцевості.